# Hoefijzerneuzen en bladneusvleermuizen van de Oude Wereld
Hoefijzerneuzen en bladneusvleermuizen van de Oude Wereld zijn een groep vleermuizen die de families hoefijzerneuzen (Rhinolophidae) en bladneusvleermuizen van de Oude Wereld (Hipposideridae) omvat. Die families worden door vele auteurs als één familie gezien, maar de laatste tijd worden ze steeds vaker als aparte families gezien. De groep is verwant aan de klapneusvleermuizen (Rhinopomatidae), Kitti's varkensneusvleermuis (Craseonycteris thonglongyai) en de reuzenoorvleermuizen (Megadermatidae), met wie ze de infra- of onderorde Yinochiroptera vormen, waar mogelijk ook de spleetneusvleermuizen (Nycteridae) bij horen.